# Yves Ehrlacher
Yves Ehrlacher (* 6. Oktober 1954 in Sundhoffen) ist ein ehemaliger französischer Fußballspieler.

## Karriere
Yves Ehrlacher begann seine Karriere 1973, im Alter von 18 Jahren, bei Racing Straßburg. In seinem ersten Jahr kam er nur auf 13 Einsätze (zwei Treffer). In der nächsten Saison jedoch etablierte er sich als Stammspieler und kam auf 31 Einsätze (drei Treffer). Auch in den nächsten Jahren sollte Ehrlacher Stammspieler bleiben. 1979 wurde er mit Racing Straßburg französischer Meister. Zu diesem Triumph trug Ehrlacher mit fünf Treffern (bei 29 Einsätzen) bei. Im Sommer 1979 verließ er jedoch Straßburg und ging zum RC Lens. Auch dort konnte er sich einen Stammplatz erarbeiten und kam im ersten Jahr auf 37 Einsätze (14 Treffer). Im Jahr darauf kam er nur auf 32 Einsätze, in denen ihm acht Treffer gelangen. Nach nur einem weiteren Jahr ging Ehrlacher zu SC Bastia. Nach wiederum einem Jahr ging er zurück ins Elsass und spielte seitdem für den damaligen Zweitligisten FC Mulhouse. Und auch hier war er Stammspieler. Nachdem er in den vorherigen Saisons zum Einsatz gekommen war, spielte er in der Saison 1986/87 gar nicht.
1987 beendete Ehrlacher seine Karriere.

## Erfolge
- Französischer Meister: 1979